# Amazona imperialis
L'amazzone imperiale (Amazona imperialis) è un uccello della famiglia degli Psittacidi.
Simile all'amazzone collorosso, con la quale si associa e condivide l'areale distributivo (ma a quote comprese tra i 600 e i 1200 metri), è caratterizzata dalla colorazione blu-viola di tutta la testa e del petto. Ha taglia attorno ai 45 cm. Condivide anche le sorti dell'amazzone collorosso per quanto riguarda il progetto di salvaguardia; tuttavia il numero ancora più ridotto di individui la colloca in gravissimo pericolo di estinzione: infatti nel censimento del 1993 si contavano meno di 100 soggetti.

## Curiosità
Un esemplare di Amazona imperialis è rappresentato al centro della bandiera della Dominica.